# Karykes
Karykes (mittelgriechisch Καρύκης; † 1092 oder 1093 auf Kreta) war ein byzantinischer Rebell gegen Kaiser Alexios I.

## Leben
Karykes, der mit Vornamen möglicherweise Niketas hieß, wurde von Alexios I. zum Nachfolger des Nikephoros Diogenes als Gouverneur (Dux) der Insel Kreta ernannt. Im Jahr 1092 zettelte er, vermutlich in Absprache mit seinem zyprischen Amtskollegen Rapsomates, eine Revolte gegen den Kaiser an. Alexios I. entsandte eine große Flotte unter dem Kommando seines Schwagers, des Megas Dux Johannes Dukas, der sich gerade in der Ägäis mit dem seldschukischen Piraten Çaka Bey auseinanderzusetzen hatte. Als die Kreter erfuhren, dass Dukas schon das nahe Karpathos erreicht hatte, machten sie Karykes und seine Gefolgsleute nieder und übergaben Kreta dem Megas Dux. Johannes Dukas ließ zum Schutz der Insel eine Garnison zurück und wandte sich gegen Zypern, wo er Rapsomates in einer offenen Feldschlacht bezwang und somit auch diese strategisch wichtige Mittelmeerinsel wieder unter kaiserliche Kontrolle brachte.